# Biggers (Arkansas)
Biggers es un pueblo ubicado en el condado de Randolph en el estado estadounidense de Arkansas. En el Censo de 2010 tenía una población de 347 habitantes y una densidad poblacional de 129,2 personas por km².

## Geografía
Biggers se encuentra ubicado en las coordenadas 36°19′53″N 90°48′21″O / 36.33139, -90.80583. Según la Oficina del Censo de los Estados Unidos, Biggers tiene una superficie total de 2.69 km², de la cual 2.64 km² corresponden a tierra firme y (1.83%) 0.05 km² es agua.

## Demografía
Según el censo de 2010, había 347 personas residiendo en Biggers. La densidad de población era de 129,2 hab./km². De los 347 habitantes, Biggers estaba compuesto por el 95.39% blancos, el 0.29% eran afroamericanos, el 0% eran amerindios, el 0% eran asiáticos, el 0.29% eran isleños del Pacífico, el 0.86% eran de otras razas y el 3.17% pertenecían a dos o más razas. Del total de la población el 1.44% eran hispanos o latinos de cualquier raza.